# Робърт Лоджия
Робърт Салваторе Лоджия (на английски: Robert Salvatore Loggia) е американски актьор и режисьор. 

## Биография
Роден е на 3 януари 1930 г. в град Ню Йорк, САЩ.

### Кариера
По-известни роли са му тези във филмите „Белязаният“ (1983), „Честта на фамилията Прици“ (1985) и „Голям“ (1988).

### Личен живот
От 1954 до 1981 г. Лоджия е женен за Марджъри Слоун, от която има три деца – Трейси, Джон и Кристина, които също работят във филмовата индустрия.
През 1982 г. Лоджия се жени за Одри О'Брайън, от която има една доведена дъщеря. Двамата са женени до смъртта му през 2015 г.

### Боледуване и смърт
През 2010 г. Лоджия е диагностициран с Алцхаймер. Умира на 4 декември 2015 г. в дома си в Брентууд, Лос Анджелис, на 85 години.

## Избрана филмография
| Година | Филм                                    | Оригинално заглавие          | Роля                   | Режисьор        |
| ------ | --------------------------------------- | ---------------------------- | ---------------------- | --------------- |
| 1965   | Най-великата история, разказвана някога | The Greatest Story Ever Told | Йосиф                  | Джордж Стивънс  |
| 1969   | Че!                                     | Che!                         | Фаустино Моралес       | Ричард Флайшър  |
| 1969   | Двамата мисионери                       | Porgi l'altra guancia        | Алфонсо Фелипе Гонзага | Франко Роси     |
| 1969   | Психо 2                                 | Psycho II                    | д-р Бил Реймънд        | Ричард Франклин |
| 1983   | Белязаният                              | Scarface                     | Франк Лопес            | Брайън Де Палма |
| 1985   | Честта на фамилията Прици               | Prizzi's Honor               | Едуардо Прици          | Джон Хюстън     |
| 1991   | Вечният жених                           | The Marrying Man             | Лю Хорнър              | Джери Рийс      |
| 1996   | Денят на независимостта                 | Independence Day             | генерал Уилям Грей     | Роланд Емерих   |
| 1997   | Усещане за сняг                         | Smilla's Sense of Snow       | Мориц Джасперсън       | Били Огъст      |
| 2016   | Денят на независимостта: Нова заплаха   | Independence Day: Resurgence | генерал Уилям Грей     | Роланд Емерих   |